# Charles Manson
Charles Milles Manson (Maddox; n. 12 noiembrie 1934, Cincinnati, Ohio, SUA – d. 19 noiembrie 2017, Bakersfield, California, SUA) a fost un lider criminal și de sectă american. La mijlocul anului 1967, el a format ceea ce a devenit cunoscută sub numele de „Familia Manson”, o cvasi-comună cu sediul în California. Urmașii săi au comis o serie de nouă omoruri în patru locații în iulie și august 1969.
Crimele lui au fost subiectul unui bestseller intitulat Helter Skelter (1974).